# 古河市立小堤小学校
古河市立小堤小学校（こがしりつ こづつみしょうがっこう）は、茨城県古河市小堤にある公立小学校。

## 沿革

### 経緯
学制令が頒布された一年後に、円満寺本堂にて開校した。その後、1894年に岡郷第一尋常小学校となり、1908年に現在地に移転した。第二次世界大戦降伏後の学制改革によって、岡郷村立岡郷西小学校となった。現在小堤小学校は、「1人1プランター」などといった環境美化を行っており、2013年に「第41回 花と緑の環境美化コンクール 造園建設業協会賞」を学校の部で受賞するなど、成果を挙げている。

### 年表
- 1889年（明治22年）7月1日 - 町村合併により、廃校舎をそのまま用いて開校。[2]
- 1894年（明治27年）5月21日 - 岡郷第一尋常小学校となる。
- 1902年（明治35年）5月 - 岡郷尋常小学校となる。
- 1941年（昭和16年）4月1日 - 岡郷西国民学校となる。
- 1947年（昭和22年）4月1日 - 岡郷村立岡郷西小学校となる。
- 1955年（昭和30年）3月16日 - 岡郷村の合併に伴い、総和村立岡郷西小学校となる。
- 1968年（昭和43年）1月1日 - 町制施行に伴い、総和町立小堤小学校となる。
- 1986年（昭和61年）4月1日 - 総和町立中央小学校に校区分離。

## 校歌
- 作詞・校閲：鈴木八郎・小堤小学校職員、作曲：小森谷二郎[2]

## 委員会活動
- 代表
- 放送
- 図書
- 飼育
- 運動
- 保健
- 給食
- 環境
- 集会
- 生活
- 新聞

## 通学区域
- 小堤行政区並びに新成、和楽美、東原町、パールタウン、イーグル小堤、東上宿及び小堤グリーンタウンの各町内会、リバティヒル135行政区、関戸(上坪、北及び仲町)行政区、関戸東及びレジデンスゆうあいの各町内会、東牛谷(新堀前及び新堀東)行政区及び東牛谷東町町内会、東牛谷南町行政区の区域[3]

## 進学先中学校
- 古河市立総和北中学校[3]